# スーペルリーガ・アメリカーナ・デ・ラグビー
スーペルリーガ・アメリカーナ・デ・ラグビー（西: Superliga Americana de Rugby、略称: SLAR）は、アルゼンチン、ウルグアイ、コロンビア、チリ、パラグアイ、ブラジルのプロチームが参加していたラグビーユニオンの競技会である。ラグビーユニオンにおける南米最高峰リーグであった。2023シーズンから北米にフランチャイズを拡大することでスーペル・ラグビー・アメリカス（SRA）に継承された。

## 概要
2020年に創設された南アメリカで唯一のラグビーユニオンのプロリーグで、ワールドラグビーにおける地域協会（regional associations）の1つであるスダメリカラグビーが主催・運営していた。アルゼンチン、ウルグアイ、コロンビア、チリ、パラグアイ、ブラジルの6ヵ国から1チームずつ、計6チームが参加。下位リーグとの間における昇降格制度は導入されていなかった。
SLARのシーズンは、レギュラーシーズンと優勝決定プレーオフから構成される。レギュラーシーズンでは、6チームによる2回戦総当たり（各チーム10試合）を行い、上位4チームがノックアウト方式の優勝決定プレーオフ（準決勝）に進出する。準決勝では、1位チームは4位チームと、2位チームは3位チームとそれぞれ対戦する。勝利した2チームが決勝に進出し、優勝を懸けて対戦する。

## 歴史
スーペルリーガ・アメリカーナ・デ・ラグビー（SLAR）の構想は2019年4月に発表され、同年11月29日に正式に発足した。
大会初年度となる2020シーズンは、2020年3月4日に開幕し、5月29日に終了予定であった。参加チームは、セイボス（アルゼンチン）、ペニャロール・ラグビー（ウルグアイ）、セルクナム（チリ）、オリンピア・ライオンス（パラグアイ）、コリンチャンス・ラグビー（ブラジル）の5チーム。カフェテロス・プロ（コロンビア）は2021シーズンからの正式参加で、2020シーズンはレギュラーシーズン終了後に、最下位（5位）チームとプレーオフを戦うのみの予定であった。しかし、COVID-19パンデミックの影響により第2節の途中まで日程消化したところでシーズン打ち切りとなったため、コリンチャンス・ラグビーとカフェテロス・プロは、2020シーズンは試合を経験することができなかった。
2021シーズンは6チームが参加した。セイボスが解散し、代わりにアルゼンチンからはハグアレスXVが参戦した。前シーズンに試合を行うことができなかったコブラス・ブラジウXV（コリンチャンス・ラグビーから改称）とカフェテロス・プロもシーズン開幕から参加した。ハグアレスXVがレギュラーシーズンを10戦全勝で終えると、続く優勝決定プレーオフも制し、SLARの初代王者に輝いた。
2022シーズンも前シーズンと同じ6チームで争われた。第3節ではハグアレスXVがセルクナムに敗戦を喫し、SLAR参戦以来続いていた連勝記録が途絶えた。優勝決定プレーオフでは、ペニャロール・ラグビーが決勝でセルクナムを破り初優勝を遂げた。
2022年10月、次シーズンからスーペルリーガ・アメリカーナ・デ・ラグビー（SLAR）がスーペル・ラグビー・アメリカス（SRA）に改組され、北米にフランチャイズを拡大することが発表された。これに伴い、アルゼンチン、アメリカ、カナダからの新規チーム参入と、コロンビアのカフェテロス・プロのリーグ脱退が表明された。

## 参加チーム
2022シーズン現在
| 国           | チーム名               | 創設年 | 参加年 | 都市             | スタジアム                             | 収容人数 |
| ------------ | ---------------------- | ------ | ------ | ---------------- | -------------------------------------- | -------- |
| アルゼンチン | ハグアレスXV           | 2019   | 2021   | ブエノスアイレス | -                                      | -        |
| ウルグアイ   | ペニャロール・ラグビー | 2019   | 2020   | モンテビデオ     | エスタディオ・チャルーア               | 11,226人 |
| コロンビア   | カフェテロス・プロ     | 2019   | 2021   | メデジン         | -                                      | -        |
| チリ         | セルクナム             | 2019   | 2020   | サンティアゴ     | エスタディオ・ナシオナル               | 48,665人 |
| パラグアイ   | オリンピア・ライオンス | 2019   | 2020   | アスンシオン     | エスタディオ・マヌエル・フェレイラ     | 24,708人 |
| ブラジル     | コブラス・ブラジウXV   | 2019   | 2020   | サンパウロ       | エスタジオ・ブルーノ・ジョゼ・ダニエウ | 15,000人 |

### 過去の参加チーム
- セイボス（ アルゼンチン・コルドバ、2020）

## 歴代優勝チーム
| シーズン | 優勝                                                          | 準優勝                                                        | ベスト4                                                       | ベスト4                                                       | チーム数 |
| -------- | ------------------------------------------------------------- | ------------------------------------------------------------- | ------------------------------------------------------------- | ------------------------------------------------------------- | -------- |
| 2020     | COVID-19パンデミックの影響により第2節の途中でシーズン打ち切り | COVID-19パンデミックの影響により第2節の途中でシーズン打ち切り | COVID-19パンデミックの影響により第2節の途中でシーズン打ち切り | COVID-19パンデミックの影響により第2節の途中でシーズン打ち切り | 5        |
| 2021     | ハグアレスXV                                                  | ペニャロール・ラグビー                                        | セルクナム                                                    | オリンピア・ライオンス                                        | 6        |
| 2022     | ペニャロール・ラグビー                                        | セルクナム                                                    | ハグアレスXV                                                  | カフェテロス・プロ                                            | 6        |

## チーム別優勝回数
| チーム名               | 優勝 | 準優勝 | 優勝シーズン | 準優勝シーズン |
| ---------------------- | ---- | ------ | ------------ | -------------- |
| ペニャロール・ラグビー | 1回  | 1回    | 2022         | 2021           |
| ハグアレスXV           | 1回  | -      | 2021         | -              |
| セルクナム             | -    | 1回    | -            | 2022           |